# La liceale nella classe dei ripetenti
La liceale nella classe dei ripetenti (Brasil: A Colegial que Levou Pau ) é um filme franco-italiano de 1979, do gênero comédia erótica. Faz parte da série conhecida como La Liceale, estrelada por Gloria Guida.
Dirigido por Mariano Laurenti, com Gloria Guida no papel de Angela Cantalupo e Lino Banfi como Zenobio Cantalupo.
Seu título em francês é Les lycéennes redoublent.

## Elenco
- Gloria Guida
- Lino Banfi
- Rodolfo Bigotti
- Sylvain Green